# Ovidiu Stîngă
Ovidiu Stîngă (Craiova, 5 dicembre 1972) è un allenatore di calcio ed ex calciatore rumeno, di ruolo centrocampista.

## Carriera
Tra il 1993 e il 1998 ha giocato 24 partite con la Romania, partecipando ai Mondiali di calcio 1994 e 1998, oltre al Campionato europeo di calcio 1996.

## Palmarès

### Giocatore

#### Club

##### Competizioni nazionali
- Coppa di Romania: 1

Universitatea Craiova: 1992-1993
- Campionato olandese: 3

PSV Eindhoven: 1996-1997, 1999-2000, 2000-2001
- Supercoppa dei Paesi Bassi: 3

PSV Eindhoven: 1997, 1998, 2000
- Campionato rumeno: 1

Dinamo Bucarest: 2001-2002